# Magyar Mozgókép Díj a legjobb rendezőnek
A Magyar Mozgókép Díj a legjobb rendezőnek (korábban Magyar Filmdíj) elismerés a 2014-ben alapított Magyar Filmdíjak egyike, amelyet a Magyar Filmakadémia (MFA) tagjainak szavazata alapján ítélnek oda egy-egy év magyar filmtermése legjobbnak ítélt filmrendezőjének.
A díjra történő jelölés nem automatikus; arra azon művek alkotói jöhetnek számításba, amelyeket beneveztek a Magyar Mozgókép Fesztiválra. Nevezni az előző év január 1. és december 31. között moziforgalmazásba került vagy kerülő (forgalmazói szándéknyilatkozattal rendelkező), illetve televíziós csatorna műsorára tűzött, vagy nemzetközi filmfesztiválon versenyben vagy versenyen kívül szerepelt művet lehet.
Miután a Filmakadémia rendezői szekciójának tagjai január 1-je és 31-e között megnézték a benevezett műveket, titkos szavazással választják ki saját szakmájuk öt jelöltjét, akik felkerülnek a jelöltek listájára.
A listát február 1-jén hozzák nyilvánosságra. A jelölt alkotásokat a Magyar Filmhét műsorára tűzik.
A második körben az Akadémia tagjai e szűkített listáról választják ki egy újabb titkos szavazás során a díjra érdemesnek tartott személyt.
Az ünnepélyes díjátadóra Budapesten, a Magyar Filmhetet lezáró gálán kerül sor minden év március elején.

## Díjak és jelölések
A nyertesek a táblázat első sorában, félkövérrel vannak jelölve. 2021 óta az alkotói teljesítményeket a műfajokat összevonva értékelik.
| Év (Gála)                | Díjazottak és jelöltek | Megjegyzés               |
| Csak játékfilm kategória | Csak játékfilm kategória | Csak játékfilm kategória |
| ------------------------ | --- | ------------------------ |
| 2016 (1.)                | - Ujj Mészáros Károly – Liza, a rókatündér - Fekete Ibolya – Anyám és más futóbolondok a családból - Gárdos Péter – Hajnali láz - Pálfi György – Szabadesés - Reisz Gábor – VAN valami furcsa és megmagyarázhatatlan | [ * 1 ]                  |
| 2017 (2.)                | - Sopsits Árpád – A martfűi rém - Edelényi János – Jutalomjáték - Gigor Attila – Kút - Madarász Isti – Hurok - Till Attila – Tiszta szívvel                                                                          | [ * 2 ]                  |
| 2018 (3.)                | - Enyedi Ildikó – Testről és lélekről - Antal Nimród – A Viszkis - Mundruczó Kornél – Jupiter holdja - Török Ferenc – 1945 - Vranik Roland – Az állampolgár                                                          | [ * 3 ]                  |
| 2019 (4.)                | - Reisz Gábor – Rossz versek - Goda Krisztina – BÚÉK - Schwechtje Mihály – Remélem legközelebb sikerül meghalnod :) - Szilágyi Zsófia – Egy nap - Ujj Mészáros Károly – X – A rendszerből törölve                    | [ * 4 ]                  |
| 2020 (5.)                | - Tóth Barnabás – Akik maradtak - Bagota Béla – Valan – Az angyalok völgye - Bodzsár Márk – Drakulics elvtárs - Kárpáti György Mór – Guerilla - Szász Attila – Apró mesék                                            | [ * 5 ]                  |
| Összevont kategória      | |                          |
| 2021                     | - Dombrovszky Linda – Pilátus - Felméri Cecília – Spirál - Herendi Gábor – Toxikoma - Horvát Lili – Felkészülés meghatározatlan ideig tartó együttlétre - Nagy Dénes – Természetes fény                              | [ 5 ] [ * 6 ]            |
| 2022                     | - Enyedi Ildikó – A feleségem története - Deák Kristóf – Az unoka - Eperjes Károly – Magyar Passió - Fazakas Péter – A játszma - Papp Gábor Zsigmond – Bereményi kalapja                                             | [ 6 ] [ * 7 ]            |
| 2023                     | - Csoma Sándor – Magasságok és mélységek - Szakonyi Noémi Veronika – Hat hét - Bernáth Szilárd – Larry - Kerékgyártó Yvonne – Együtt kezdtük - Tősér Ádám – Blokád                                                   | [ 7 ] [ 8 ]              |
| 2024                     | - Koltai Lajos – Semmelweis - Pacskovszky József – Majdnem menyasszony - Madarász Isti – Tündérkert – Kísértések kora - Tóth Barnabás – Mesterjátszma - Hevér Dániel – Valami madarak                                | [ 9 ] [ 10 ] [ 11 ]      |
| 2025                     | - Lakos Nóra – Véletlenül írtam egy könyvet - Hajdu Szabolcs – Kálmán-nap - Orosz Dénes – Hogyan tudnék élni nélküled? - Török Zoltán – Változó vadon – Az én Északom - Füzes Dániel – Az utolsó lélek az ördögé     | [ 12 ] [ 13 ]            |